# Entrañas (mixtape)
Entrañas es la tercera mixtape de la productora venezolana de música electrónica Arca. Fue lanzada para descarga gratuita el 4 de julio de 2016 a través de SoundCloud y MediaFire. Incluye colaboraciones con Massacooraman, Mica Levi —nombre artístico Micachu— y Total Freedom. Aunque está compuesta por catorce canciones, la mixtape se presenta en secuencia como una sola pista.
El video musical de «Sin rumbo» se publicó un día antes del lanzamiento de Entrañas.

## Recepción crítica
Tras su lanzamiento, Entrañas recibió una aclamación universal de la crítica musical. Escribiendo para Consequence of Sound, David Sackllah describió el álbum como «puramente visceral, arrasando constantemente las convenciones» y dijo que «la subyacente naturaleza frenética de Entrañas se hace aún más inquietante cuando la mezcla llega a su última pista, "Sin rumbo"». Philip Sherburne de Pitchfork consideró la mixtape como «más pesada e implacable» que el anterior lanzamiento de Arca, Mutant (2015), y la describió como la «grabación de Arca por excelencia, que mezcla placer, terror, belleza y fealdad de la manera más emocionante posible».
| Publicación    | Reconocimiento                                  | Posición | Ref.   |
| -------------- | ----------------------------------------------- | -------- | ------ |
| Pitchfork      | Los mejores 20 álbumes experimentales de 2016   | N/A      | [ 9 ]  |
| Tiny Mix Tapes | Los 50 lanzamientos musicales favoritos de 2016 | 4        | [ 10 ] |

## Lista de canciones
Todas las canciones escritas y compuestas por Alejandra Ghersi. 
| N.º   | Título                                     | Duración |  |
| 1.    | «Pérdida»                                  | 0:59     |  |
| 2.    | «Torero»                                   | 1:27     |  |
| 3.    | «Culebra»                                  | 1:31     |  |
| 4.    | «Vicar»                                    | 1:31     |  |
| 5.    | «Cement Garden Interlude»                  | 0:42     |  |
| 6.    | «Baby Doll» (con Mica Levi)                | 2:30     |  |
| 7.    | «Lulled»                                   | 1:51     |  |
| 8.    | «Think Of» (con Mica Levi y Massacooraman) | 2:38     |  |
| 9.    | «Clocked»                                  | 0:39     |  |
| 10.   | «Pargo»                                    | 1:37     |  |
| 11.   | «Turnt» (con Total Freedom)                | 0:25     |  |
| 12.   | «Girasol»                                  | 2:26     |  |
| 13.   | «Fount»                                    | 2:28     |  |
| 14.   | «Sin rumbo»                                | 4:19     |  |
| 25:02 |                                            |          |  |

Créditos de sampleo
- «Cement Garden Interlude» contiene una muestra del discurso de Charlotte Gainsbourg de la película de 1993 El jardín de cemento.
- «Baby Doll» contiene una muestra de «Beatrix», canción escrita e interpretada por Cocteau Twins para su álbum de 1984, Treasure.
- «Think Of» contiene una muestra de «Boyfriend», canción interpretada por Ashlee Simpson para su álbum de 2005, I Am Me.

## Créditos y personal
- Arca – interpretación, producción
- Mica Levi – interpretación (pistas 6, 8)
- Massacooraman – interpretación (pista 8)
- Total Freedom – interpretación (pista 11)
- Jesse Kanda – diseño de portada